# Pot-au-feu
Pot-au-feu (fransk: "gryta på elden") är en klassisk fransk maträtt med långkokt kött och grönsaker. Rätten tillagas på låg värme under lång tid. Vanligtvis serveras den som två rätter: först buljongen (bouillon) och sedan köttet och grönsakerna (bouilli). Buljongen äts ofta med riven ost på, tillsammans med krutonger eller bröd, eventuell benmärg breds ut på rostat bröd med lite salt på och köttet och grönsakerna äts med senap, riven pepparrot och cornichoner som tillbehör.
Rätten är välkänd i hela Frankrike och har många regionala variationer. Vanligtvis används nötkött i rätten, men fläsk, skinka, kyckling och korv förekommer också. Vanliga grönsaker i rätten är morot, potatis, majrova, purjolök, fänkål och lök. Vissa har med även vitkål. Ibland kokas rätten med en bouquet garni på persilja, timjan och lagerblad.
Regionala variationer är bland annat följande:
- Pot-au-feu à l'albigeoise – med kalvlägg, rimmad fläsklägg eller confiterad anka och korv.[5]
- Pot-au-feu à la bearnaise – även kallad poule-au-pot, med kyckling fylld med köttfärs gjord på fläsk och hackad skinka, lök, vitlök, persilja och kycklinglever.[5]Köttet och grönsakerna i pot-au-feu.

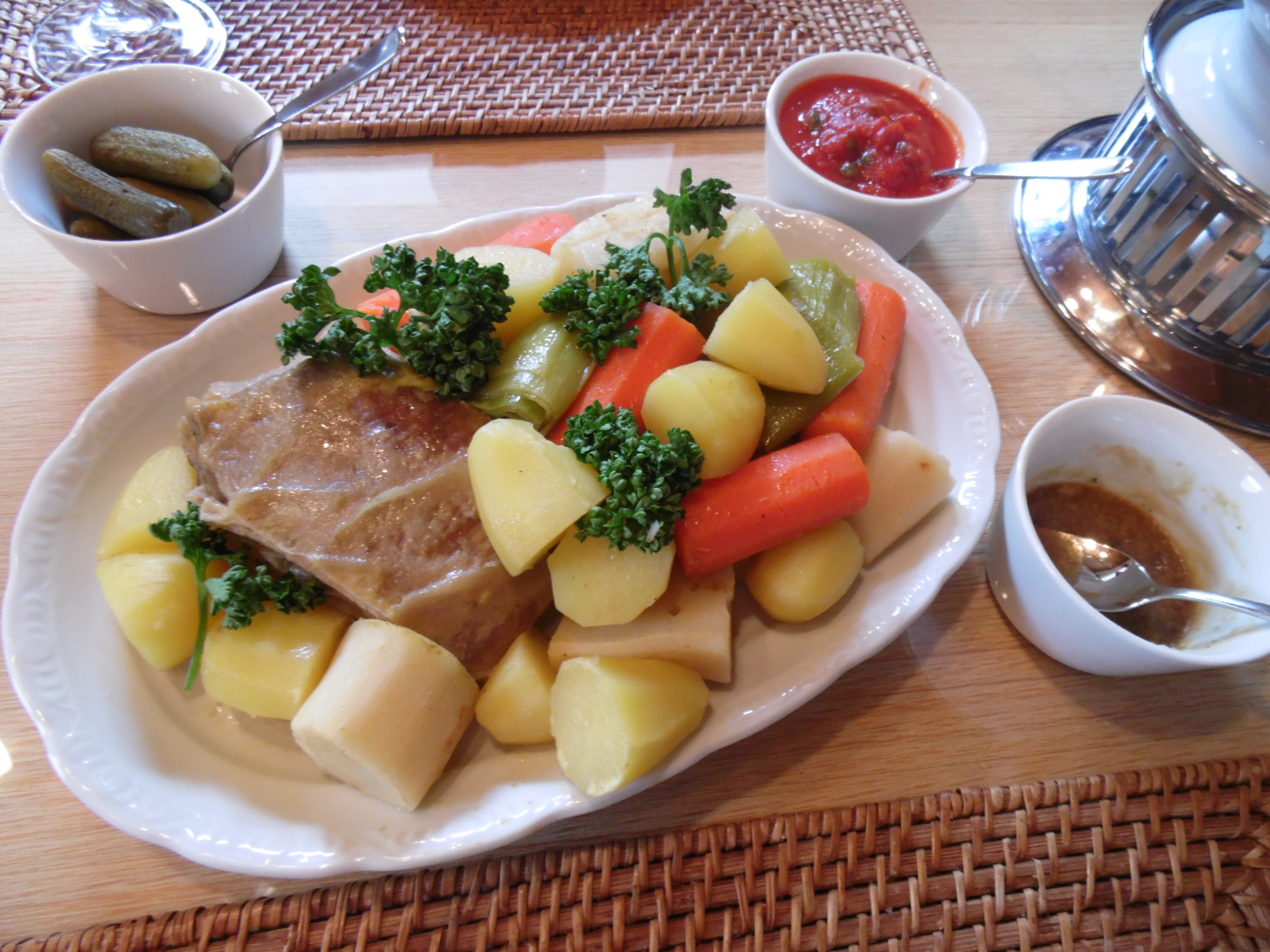
Köttet och grönsakerna i pot-au-feu.

- Pot-au-Feu à la bourguignonne - med rött vin i buljongen och tillägg av rotfrukter som palsternacka och rotselleri.[5]
- Pot-au-feu à la languedocienne – vanlig pot-au-feu med en bit fett bacon.[5]
- Pot-au-feu aux pruneaux – med nötkött och lättsaltat fläsklägg, tillagat med de vanliga grönsakerna och plommonen indränkta i Armagnac.[5]
- Pot-au-Feu de la mer - med fisk eller skaldjur, som tex torsk, lax eller musslor, istället för kött.[5]
- Pot-au-feu madrilène – antingen kyckling, nötkött, kalvkött, eller skinka, kokas med bacon, chorizokorv, blodpudding och de vanliga grönsakerna.[5]
- Pot-au-feu provençal – lamm eller fårkött ersätter hela eller en del av nötköttet, tomater, fänkål, vitlök och örter som rosmarin eller timjan läggs till.[5]

## Bilder

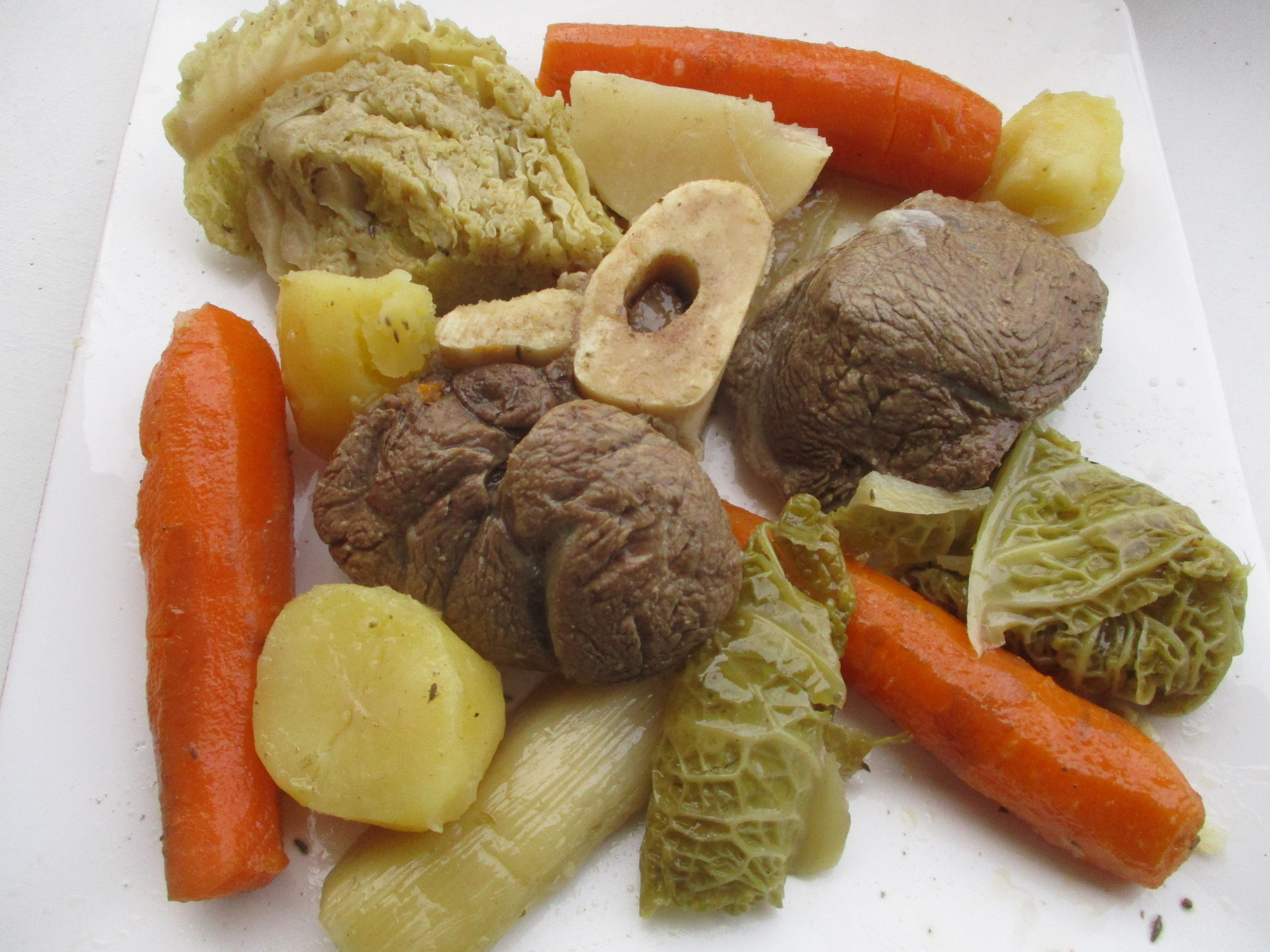
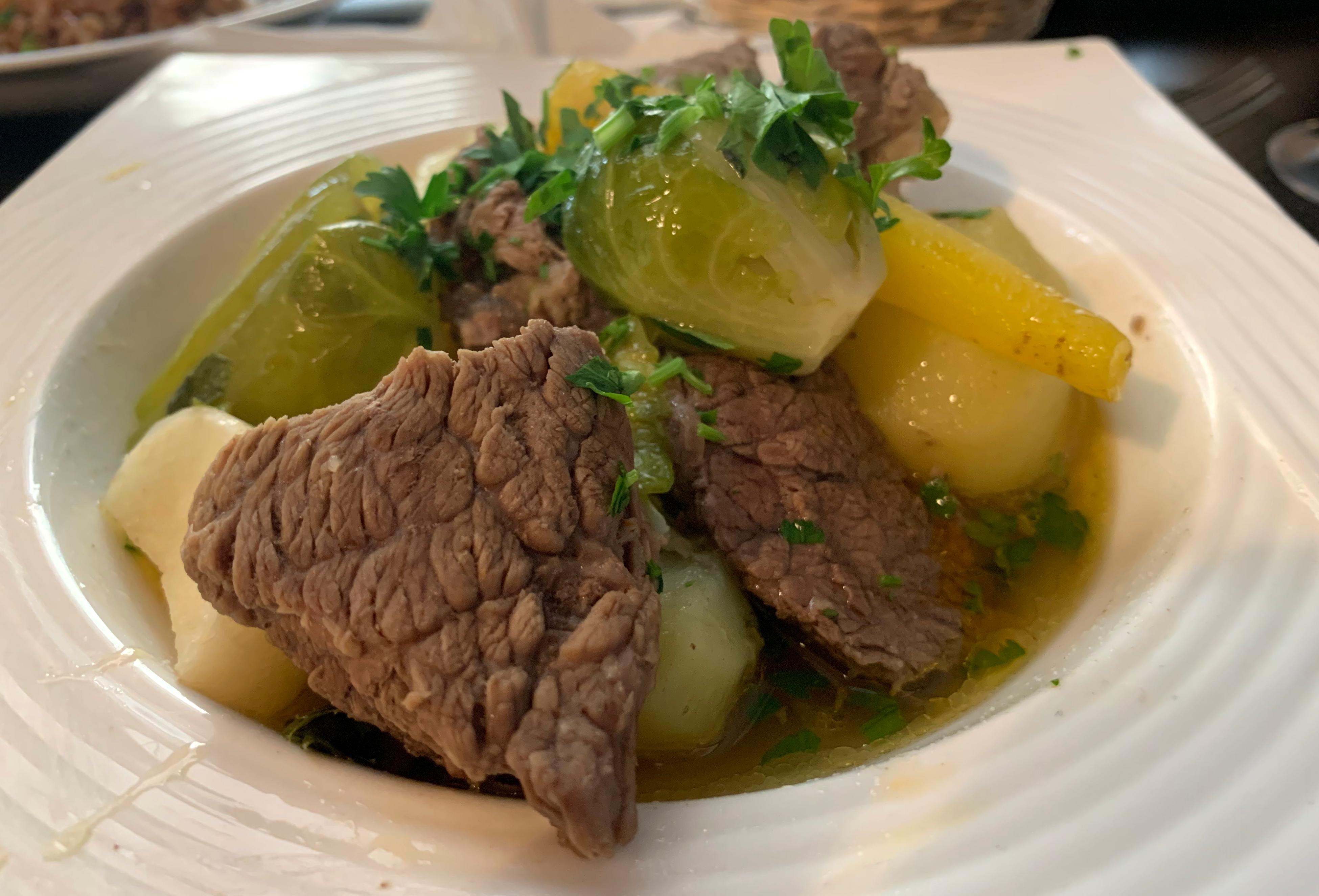
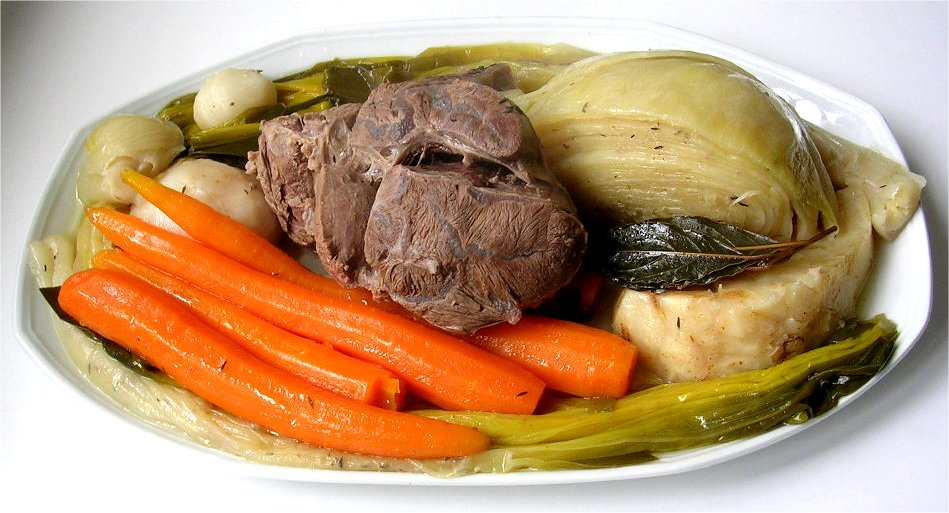